# Franco Bieler
Franco Ernesto Bieler (Gressoney-Saint-Jean, 6 dicembre 1950) è un ex sciatore alpino italiano.

## Biografia
Sciatore polivalente cugino di Wanda, a sua volta sciatrice alpina, Franco Bieler ottenne i migliori risultati nelle specialità tecniche e fece parte, insieme a Gustav Thöni, Piero Gros e altri atleti, della Valanga azzurra che dominò lo sci alpino negli anni ‘70. In Coppa del Mondo ottenne il primo piazzamento il 3 febbraio 1973 a Sankt Anton am Arlberg in discesa libera (10º) e in Coppa Europa nella stagione 1973-1974 fu 3º nella classifica della medesima specialità.
Il 18 gennaio 1976 conquistò a Morzine in slalom gigante l'unica vittoria, nonché primo podio, in Coppa del Mondo; nella stessa stagione partecipò ai XII Giochi olimpici invernali di Innsbruck 1976, sua unica presenza olimpica, classificandosi 8ª nello slalom gigante e non concludendo lo slalom speciale.
Nella stagione 1976-1977 ottenne gli altri due podi in Coppa del Mondo della sua carriera, entrambi in slalom speciale: 3º a Kitzbühel il 16 gennaio, dietro allo svedese Ingemar Stenmark e a Gros, e 2º, sempre dietro a Stenmark, a Åre il 20 marzo. Il suo ultimo piazzamento internazionale di rilievo fu il 9º posto ottenuto nello slalom speciale di Coppa del Mondo disputato a Wengen il 15 gennaio 1978.

## Palmarès

### Coppa del Mondo
- Miglior piazzamento in classifica generale: 11º nel 1976
- 3 podi:
  - 1 vittoria (in slalom gigante)
  - 1 secondo posto (in slalom speciale)
  - 1 terzo posto (in slalom speciale)

#### Coppa del Mondo - vittorie
| Data            | Località | Paese   | Specialità |
| --------------- | -------- | ------- | ---------- |
| 18 gennaio 1976 | Morzine  | Francia | GS         |

Legenda:

GS = slalom gigante

### Campionati italiani
- 5 medaglie[4][5][6][7]:
  - 1 oro (slalom speciale nel 1977)
  - 4 argenti (combinata nel 1973; discesa libera, slalom gigante nel 1974; slalom speciale nel 1976)